# Droit d'attribution
Pour le droit d'attribution de paternité d'une œuvre, voir Droit de paternité.
Un droit d’attribution est un droit rattaché à toute action, permettant à l’actionnaire d’obtenir, lors d’une augmentation de capital sans recours au marché, des actions nouvellement émises de façon gratuite. 

## Émission
Ce type de situation se produit par exemple lorsque l’augmentation de capital se fait par le biais d’incorporation de réserves ; il s’agit alors d’un simple jeu d’écritures comptables. Le droit d’attribution vise alors à compenser la perte de valeur mécanique due à la dilution du capital, provoquée par l’augmentation du nombre d’actions en circulation. Le droit d’attribution est parfois négociable. Il se distingue du droit de souscription par la gratuité des actions remises en échange des droits d'attribution.
L'émission de droits d'attribution fait généralement suite à une augmentation de capital par incorporation de réserves. Cette décision relève de l'assemblée générale extraordinaire des actionnaires.

## Valeur
La valeur théorique du droit d'attribution est définie selon la formule mathématique suivante :
{\displaystyle DA=C\times {\frac {n}{N+n}}}
où :

DA représente la valeur du droit d'attribution,

C représente le cours de l'action avant l'attribution,

n représente le nombre d'actions nouvelles,

N représente le nombre d'actions anciennes.